# Loxoscelismo
Il loxoscelismo è una condizione patologica prodotta dal morso dei ragni eremita (genere Loxosceles), come il Loxosceles reclusa. È l'unica causa provata di necrosi aracnogenica negli esseri umani. Non esiste una terapia efficace per il trattamento del loxoscelismo, e si sono condotte ricerche su potenziali antiveleni e vaccini. A causa del numero di malattie che lo imitano, il loxoscelismo è spesso mal diagnosticato.
Il primo caso documentato di loxoscelismo negli Stati Uniti si è verificato nel 1879 nel Tennessee.  Anche se ci sono 13 diverse specie di Loxosceles in Nord America (11 native e 3 aliene), la Loxosceles reclusa è la specie più spesso coinvolta in gravi forme di avvelenamento. In Sud America, L. laeta, L. intermedia (trovato in Brasile e Argentina), e L. gaucho (Brasile) sono le tre specie segnalate più spesso per i morsi necrotizzanti.

## Fisiopatologia
Il loxoscelismo si può presentare con sintomi locali e sistemici:
- loxoscelismo necrotico cutaneo indica la reazione più comune nel loxoscelismo, caratterizzata da una gangrena umida localizzata al sito di puntura. Anche se la maggior parte dei morsi di Loxosceles provocano irritazione cutanea lieve, anche perché non sempre il ragno inietta il veleno durante il morso, l'avvelenamento, raro, può produrre lesioni ulcerative dolorose fino a 40 cm di diametro che spesso guariscono in 6-8 settimane, ma possono lasciare ampie cicatrici.
- loxoscelismo viscerocutaneo: si riferisce alle rare manifestazioni sistemiche che si verificano dopo i morsi. I sintomi comprendono nausea e vomito, malessere, febbre, anemia emolitica e trombocitopenia.[3] Una coagulazione intravascolare disseminata può comparire in circa il 16% dei pazienti, più spesso bambini. Una insufficienza renale acuta può svilupparsi da mionecrosi e rabdomiolisi, fino al coma e alla morte.[1]

## Le tossine del genereLoxosceles
Il veleno delle specie del genere Loxosceles ha diverse tossine, la più importante delle quali è la sfingomielina fosfodiesterasi, presente in tutte le specie di questi ragni. Soltanto un altro genere di ragno (Sicarius) e diversi batteri patogeni sono noti per contenere questo enzima.

## Diagnosi

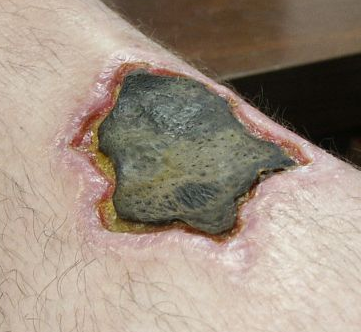
Gli effetti di un morso del ragno appartenente al genere Loxosceles

Molte lesioni necrotiche sono erroneamente attribuite al morso del ragno eremita marrone, specialmente in aree al di fuori del suo habitat naturale. La diagnosi è difficoltosa perché spesso è necessario recuperare il ragno velenoso. Non è noto un test chimico sintetico per determinare se il veleno proviene dal ragno eremita marrone. Il morso in sé di solito non è doloroso e in molti casi non viene nemmeno avvertito. Le vittime possono ritardare le cure fino a una settimana. La diagnosi è ulteriormente complicata dal fatto che il ragno eremita marrone non ha un aspetto fisico degno di nota. A causa di questo, specie non necrotiche sono spesso erroneamente identificate come ragni eremita marroni.
Una delle possibili spiegazioni sulle grande quantità di morsi mal diagnosticati è il Cheiracanthium inclusum. Il veleno di C. inclusum è certamente debolmente necrotico. Questo è un ragno diffuso in tutto il Nord, Centro e Sud America, così come nelle Indie Occidentali. È spesso incontrato all'interno e all'esterno, ma è poco conosciuto.

## Trattamento
Nonostante sia tra i morsi più velenosi, non esiste alcun trattamento specifico per il morso del Loxosceles. In molti casi, si guarisce senza terapia. Vi sono, tuttavia, alcuni rimedi attualmente oggetto di ricerca. Si tratta di un quadro clinico raramente mortale: è del 2015 il primo e unico caso fatale in Europa.

### Antidoti
Alcuni sieri anti-veleni possono essere efficaci nel controllare i sintomi di un morso necrotico. Ci sono diversi anti-veleni disponibili in Brasile, che hanno dimostrato di essere efficaci nel controllare la diffusione della necrosi nei conigli.  L'efficacia di tali anti-veleni è molto tempo-dipendente. Se somministrato immediatamente, possono quasi interamente neutralizzare eventuali effetti nocivi. Se però è trascorso troppo tempo il trattamento è inefficace. La maggior parte delle vittime non cerca assistenza medica entro le prime dodici ore dal morso, e la maggior parte degli antidoti diventano inefficaci. A causa di questo, i sieri sono forse più efficaci in teoria che in pratica. 

### Trattamento chirurgico
Nei casi di una grande lesione dermonecrotica, a volte è più efficace rimuovere chirurgicamente il tessuto morto. Questo rimedio non è quello ideale, dal momento che di solito lascia dietro di sé una grande ferita aperta, ma in taluni casi la diffusione di necrosi è una minaccia talmente concreta per la vita, che bisogna intervenire per via chirurgica. Se la necrosi è troppo vasta, a volte è necessario addirittura amputare un arto, o una parte di un arto, per prevenire la diffusione della necrosi.